# Nová Dubnica
Nová Dubnica és una ciutat d'Eslovàquia. Es troba a la regió de Trenčín, és la ciutat més gran del districte d'Ilava.

## Història
La primera menció escrita de la vila es remunta al 1555.

## Demografia
| Godina             | 1994   | 2004   | 2014   | 2024   |
| ------------------ | ------ | ------ | ------ | ------ |
| Nombre de persones | 12.559 | 12.032 | 11.262 | 10.272 |
| Diferència         |        | −4,19% | −6,39% | −8,79% |

| Godina             | 2023   | 2024   |
| ------------------ | ------ | ------ |
| Nombre de persones | 10.381 | 10.272 |
| Diferència         |        | −1,04% |

## Ciutats agermanades
- Slavičín, República Txeca
- Červený Kameň, Eslovàquia
- Pruské, Eslovàquia
- Dubnà, Rússia
- Cheb, República Txeca